# Äolomelodikon
Das Äolomelodikon (auch Choraleon) war eine um 1819 in Warschau von Karol Brunner gebaute kleine Orgel mit Kupferpfeifen. Sie hatte zur Verstärkung aus Blech hergestellte Trichter, die den Schall zum Publikum leiteten. Das ermöglichte auch eine eindrucksvolle Variation der Lautstärke (Crescendo bzw. Decrescendo). Aus dem Äolomelodikon entstand als Weiterentwicklung 1825 durch Dinpork das Äolopantalon, eine Kopplung des Äolomelodikons mit einem Hammerklavier. Darauf erzielte Frederic Chopin frühe Erfolge, unter anderem spielte er darauf 1825 vor dem russischen Zaren, der ihm danach einen Diamantring schenkte. Das Instrument selbst gehörte dem Vater von Jan Bialoblocki, einem Freund von Chopin.
Gebaut wurde das Instrument zwar von Karol Brunner in Warschau, der eigentliche Erfinder war aber Johann Friedrich Hoffmann.